# Polystichum shizuokaense
Polystichum shizuokaense är en träjonväxtart som beskrevs av Nakaike. Polystichum shizuokaense ingår i släktet Polystichum och familjen Dryopteridaceae. Inga underarter finns listade.